# Anopheles asiaticus
Anopheles asiaticus är en tvåvingeart som beskrevs av George Frederick Leicester 1903. Anopheles asiaticus ingår i släktet Anopheles och familjen stickmyggor. Inga underarter finns listade i Catalogue of Life.